# 石硿子
石硿子，是新北市汐止區的一個地名，位於該區東南部。相較於今日行政區，其範圍大致為東山里中南部。

## 歷史
台灣清治末期至日治前期，石硿子地區為一街庄，稱為「石硿仔庄」，隸屬於石碇堡。該庄西北與鵠鵠崙庄為鄰，東北與姜仔藔庄為鄰，東南邊為石底庄，西南邊為松柏崎庄。
1901年（日治明治三十四年）11月，該庄隸屬於基隆廳，編入第十九區。1905年（明治三十八年）7月，第十四區、第十五區、第十六區、第十九區合併為「水返腳區」。1920年（大正九年），該庄改制並雅化為「石硿子」大字，隸屬於臺北州七星郡汐止街，大字下有「石硿子」、「作坡內(柞埤內)」小字名。
戰後汐止街改制為汐止鎮，隸屬於臺北縣，大字亦改制為里。1999年6月，汐止鎮升格為汐止市。2010年12月，臺北縣升格為新北市，汐止市改制為汐止區。

## 交通
鄉道北31線（汐平路）經過石硿子地區北部及東部，是主要聯外道路，向西北可前往保長坑以連接省道台5線、台5甲線，向東南可前往平溪。東山路本地區內部連絡道路。